# Bouquet (Gard)
Bouquet is een gemeente in het Franse departement Gard (regio Occitanie) en telt 190 inwoners (2008). 

## Geografie
De oppervlakte van Bouquet bedraagt 30,26 km², de bevolkingsdichtheid is 6 inwoners per km².

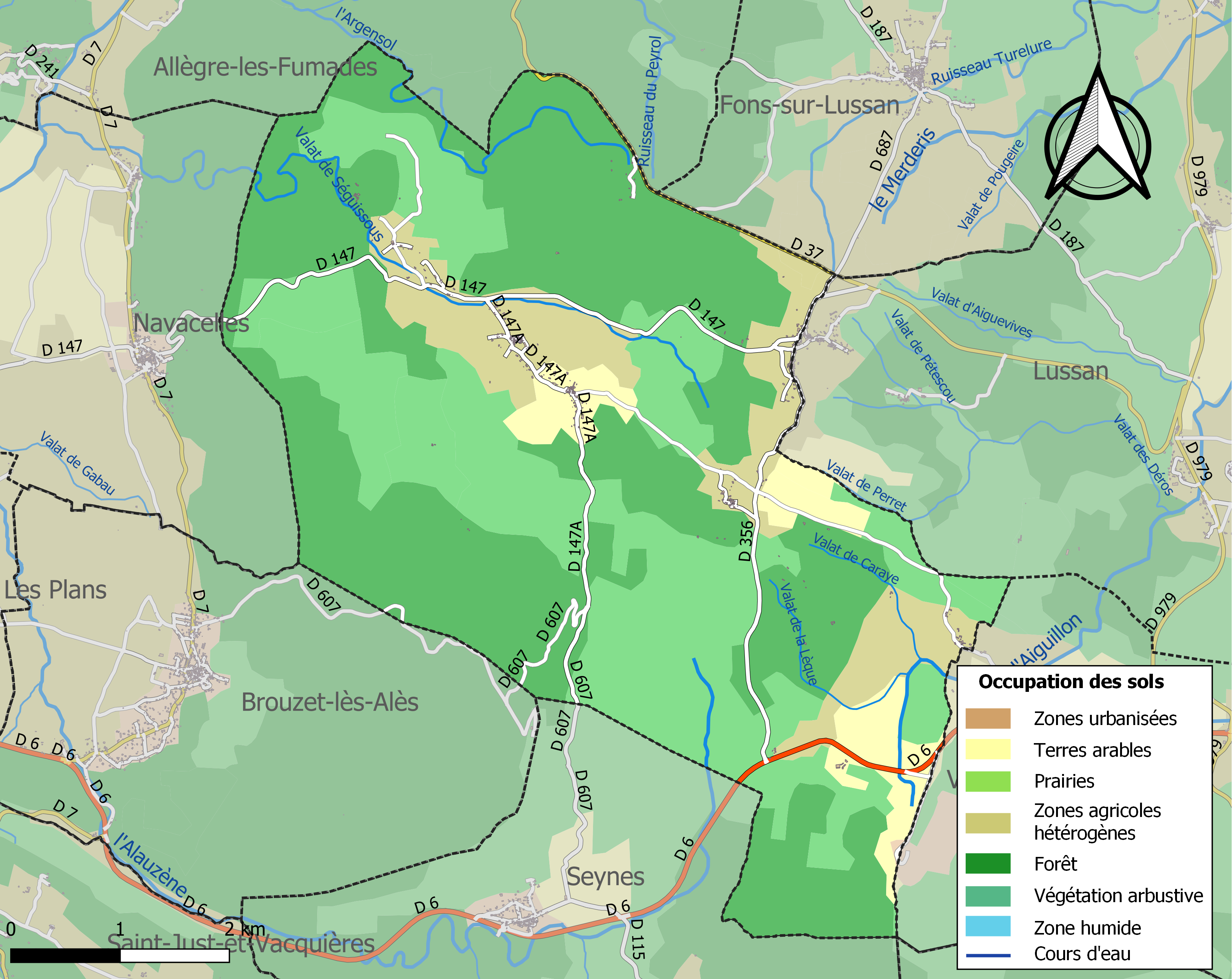
Kaart van de gemeente met de belangrijkste infrastructuur, bodemgebruik en omliggende gemeenten

## Demografie
Onderstaande figuur toont het verloop van het inwonertal (bron: INSEE-tellingen).
1. ↑  Populations de référence 2022.